# Miljenko Kovačić
Miljienko Kovačić (Zagabria, 19 marzo 1973 – Kraljevacki Novak, 20 agosto 2005) è stato un calciatore croato, di ruolo attaccante.

## Biografia
Sposato con Goga, ha avuto due figli e successivamente si è separato dalla moglie.
Il 20 agosto 2005, a soli 32 anni, muore in un incidente stradale mentre era alla guida di una Kawasaki sull'autostrada A3, da Varaždin verso la capitale Zagabria.

## Caratteristiche tecniche
Soprannominato Figlio del vento, era un giocatore molto veloce, impiegato come ala destra o come seconda punta.

## Carriera
Esordisce con la Dinamo Zagabria, la squadra della sua città, e dopo due esperienze in prestito con Segesta e Sibenik torna in forza alla formazione della capitale (ridenominata Croazia Zagabria), con la quale vince il campionato 1995-1996. Nel novembre 1996 passa al Brescia in Serie B, con il quale esordisce il 26 gennaio 1997, alla 19ª giornata in Venezia-Brescia (3-0); nel campionato 1996-1997, concluso con la promozione delle Rondinelle, colleziona 16 presenze (nessuna delle quali completa) e 2 reti, realizzate contro Lucchese e Castel di Sangro. Viene confermato anche nella stagione successiva in Serie A: esordisce in massima serie il 30 novembre 1997 in Bari-Brescia (2-1), entrando dalla panchina, e giocherà una sola altra partita, a Udine (un'altra sconfitta, 1-3).
Nella stagione 1998-1999 Silvio Baldini non gli concede spazio, convocandolo in una sola occasione, e nel novembre 1998 rescinde il contratto per interrompere la carriera, dedicandosi alla preghiera e all'attività di contadino, a seguito dell'adesione alla religione di Krishna.
Riprende l'attività nel 2000 con il Vrbovec, formazione di seconda divisione croata della città dove si era stabilito. Passa poi allo Slaven Belupo, con cui disputa due stagioni di massima serie tornando a esprimersi ad alti livelli; partecipa anche alla Coppa Intertoto 2001, giocando nella vittoria interna sugli inglesi dell'Aston Villa. Nel 2003 si trasferisce per una stagione nel campionato israeliano con l'Hapoel Petach Tikva, e dopo un anno lascia definitivamente il calcio per tornare in patria.

## Palmarès

### Club

#### Competizioni nazionali
- Campionato croato: 1

Croazia Zagabria: 1995-1996
- Coppa di Croazia: 1

Croazia Zagabria: 1995-1996
- Serie B: 1

Brescia: 1996-1997